# Treece (Kansas)
Treece es una ciudad ubicada en el condado de Cherokee en el estado estadounidense de Kansas. En el año 2010 tenía una población de 138 habitantes y una densidad poblacional de 690 personas por km².

## Geografía
Treece se encuentra ubicada en las coordenadas 37°0′1″N 94°50′37″O / 37.00028, -94.84361 (37.000262, -94.843723).

## Demografía
Según la Oficina del Censo en 2000 los ingresos medios por hogar en la localidad eran de $22,500 y los ingresos medios por familia eran $28,125. Los hombres tenían unos ingresos medios de $26,250 frente a los $33,125 para las mujeres. La renta per cápita para la localidad era de $10,122. Alrededor del 26.4% de la población estaban por debajo del umbral de pobreza.